# Maria Maj
Maria Maj, née le 14 décembre 1948 à Międzylesie), est une actrice polonaise.

## Biographie
Après des études à l'École nationale de cinéma de Łódź, elle travaille à partir de 1979 comme actrice dans des représentations au théâtre d'Opole, puis de Poznań.
En 1996, elle joue au théâtre TR Warszawa duquel elle devient directrice en septembre 2023,.

## Filmographie sélective
- 1993 : Balanga de Łukasz Wylężałek
- 1996 : Odwiedź mnie we śnie de Teresa Kotlarczyk
- 1999 : Patrzę na ciebie, Marysiu de Łukasz Barczyk : la mère de Marysia
- 1999 : Tydzień z życia mężczyzny de Jerzy Stuhr
- 1999 : Dług de Krzysztof Krauze
- 2004 : Pręgi de Magdalena Piekorz
- 2004 : Le Protecteur de  Po-Chih Leong : Mme Donata
- 2004 : Długi weekend de Robert Gliński : Kozłowska
- 2008 : 33 Scènes de la vie de Małgorzata Szumowska : l'infirmière
- 2013 : Aime et fais ce que tu veux (W imię...) de Małgorzata Szumowska : la mère de Łukasz
- 2017 : Mission trésor : Fat
- 2017 : L'Héroïne de Gdansk de Volker Schlöndorff : Chomska
- 2021 : Nos peurs et nos espoirs : Zosia, la grand-mère de Daniel

### Télévision
- 1996-1997 : Dom (série télévisée) : la bibliothécaire (3 épisodes)
- 1997-2008 : Klan (série télévisée) : médecin néphrologue
- 2001–2012 : M jak miłość : une infirmière
- 2006–2007 : Pogoda na piątek : Marianna Koralczyk
- 2010-2011 : Licencja na wychowanie : Mme Czesia
- 2013-2014 : Lekarze (série télévisée) : Grażyna Orda, la mère de Daniel
- 2016 : Ojciec Mateusz : Hanna Jaroszowa (1 épisode)
- 2017 : Ultraviolet (série télévisée polonaise) : Helena Barska, la mère de Mai (1 épisode)
- 2018 : 1983 (série télévisée) : Sara Żurawska, la femme de Janusz
- 2022 : Wielka woda : Barbara

## Théâtre
- 2009 : Między nami dobrze jest de Dorota Masłowska (TR Warszawa)

## Prix / Distinctions
- 1978 : Flèche d'or de Wrocław